# Флот на откритото море
Флот на откритото море (на немски: Hochseeflotte) е основният военноморски флот на германските кайзерови ВМС в хода на Първата световна война, който се базира във Вилхелмсхафен.
През определени периоди се командва от следните адмирали:
- принц Хайнрих Пруски (1907 – 1909)
- Хенинг фон Холцендорф (1909 – 1913)
- Фридрих фон Ингенол (1913 – 1915)
- Хуго фон Пол (1915 – 1916)
- Райнхард Шеер (1916 – 1918)
- Франц фон Хипер (1918)
- Лудвиг фон Ройтер (1919)

Флота на откритото море създава постоянна опасност за Британските острови и принуждава британския Гранд Флийт постоянно да се намира в района на Северно море в течение на цялата война, независимо от дефицита на кораби на другите театри на военни действия.
Британския Гранд Флийт числено превъзхожда Флота на откритото море в съотношение 3/2, макар в първите години на войната да има равенство на силите. В интерес на истината то е постигнато по-скоро заради разпилените сили на британците, отколкото от активните действия на германските ВМС. В последващите години съотношение се променя в полза на британския флот. Поради тази причина Хохзеефлоте избягва открити стълкновения с Гранд Флийт и предпочита стратегията на рейдове в Северно море с цел примамване на част от Гранд Флийта, отрязването ѝ от основните сили и последващото ѝ унищожение. Въпреки това Сраженията в Хелголандския залив (28 август 1914 г.), при Догер банк (24 януари 1915 г.) и Ютландското сражение (31 май 1916 г.) не оказват решаващо въздействие на съотношението на силите в Северно море.
Тъй като блокадата на Германия от британския флот създават все по-нарастващи икономически затруднения, германските ВМС концентрират своите ресурси във воденето на неограничена подводна война за отслабване на британския флот и свалянето на блокадата. Без да броим двете излизания в морето (в август 1916 г. и април 1918 г.), Флота на откритото море през цялото време се намира в своята база.
Октомври 1918 г., пред лицето на поражението във войната и недоволството на народните маси, адмирал Шеер решава да предприеме отчаяна атака на Гранд Флийт. Знаейки, че подобна операция няма да бъде одобрена, той не информира правителството за своите намерения. Но когато заповедта за излизането на флота в открито море е издадена (30 октомври 1918 г.), голяма част от моряците отказват да я изпълнят. Плана за атака е отменен, но Килското въстание на моряците дава тласък за революция, падането на имперското правителство (9 ноември 1918 г.) и края на войната (11 ноември 1918 г.).
По условията на примирието, Хохзеефлоте трябва да бъде интерниран на базата на британските Кралски ВМС Скапа Флоу на Оркнейските острови. В хода на „Операция ZZ“ на 21 ноември 1918 г. 60 линейни кораба на Антантата ескортират 11 линейни кораба, 5 линейни крайцера, 8 крайцера и 48 ескадрени миноносеца на Флота на откритото море на стоянката в Скапа Флоу.
На 21 юни 1919 г. контраадмирал Лудвиг фон Ройтер заповядва на екипажите самопотапяне на корабите, за да не бъдат пленени от британците. Потопени са общо 51 кораба. При потопяването на корабите са разстреляни 9 германски матроси.